# Verdalselva
Verdalselva – rzeka w Norwegii, w regionie Trøndelag. Powstaje z połączenia rzek Inna i Helgåa we wsi Vuku w gminie Verdal. Ma 21 km długości, uchodzi do Trondheimsfjorden w miejscowości Verdalsøra. Jest jedną z najbardziej zasobnych w łososia rzek w kraju.